# Taxila
Taxila es un importante lugar arqueológico en Pakistán que contiene las ruinas de la ciudad de Gandhara y de la escuela de Taksashila (también Takkasila o Taxila), un importante centro de enseñanza hinduista y budista entre el siglo V a. C. al siglo II d. C.
Hoy, Taksila está situada en la región del Territorio Capital de Islamabad; al noroeste de Rawalpindi y en la frontera del Panyab; a unos 30 kilómetros al oeste-noroeste de Islamabad.

## Historia

Taksila está en el oeste del Panyab, y fue una ciudad importante durante la campaña de Alejandro Magno en la India.

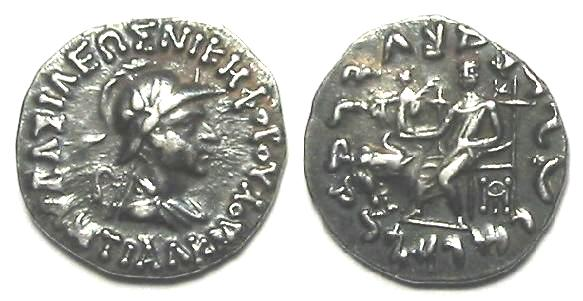
El rey indogriego Antialcidas gobernó Taksila entre el 115 y el 95 a. C.

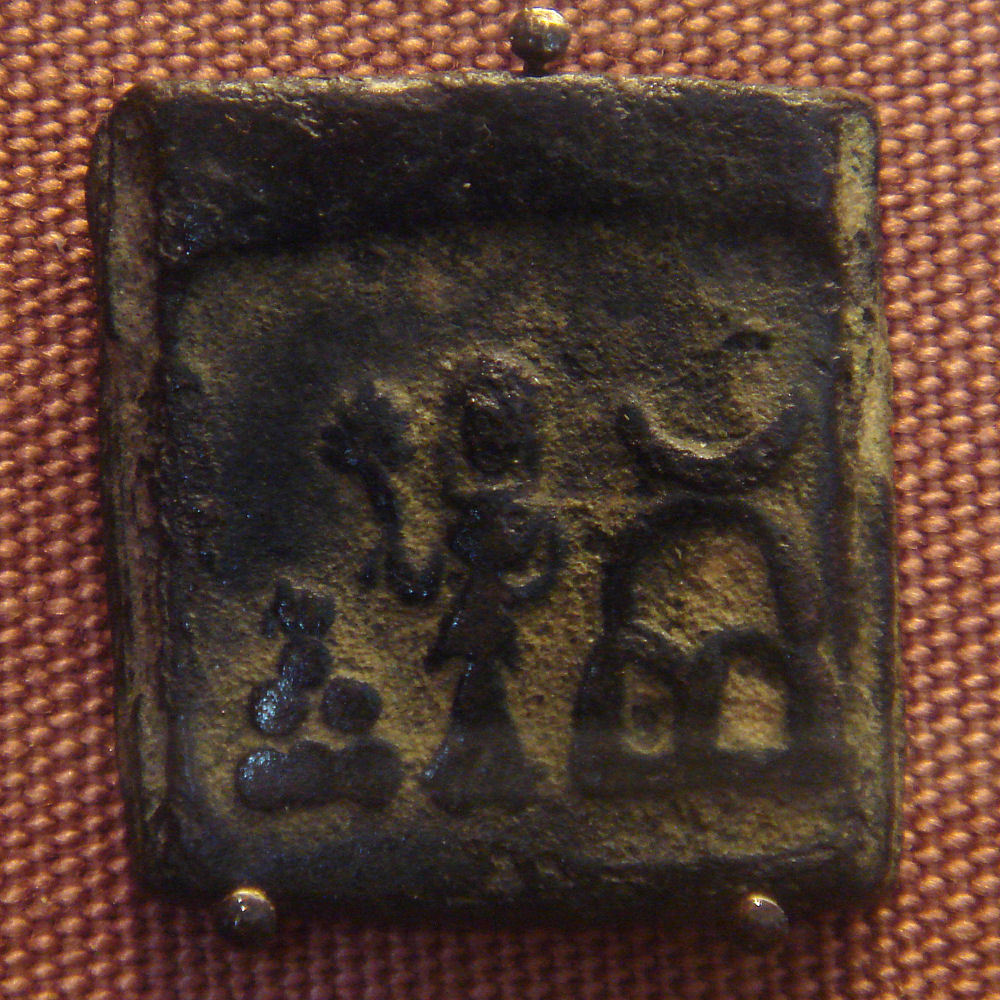
Una moneda de Taksila (del siglo II d. C.).

Según el texto épico Majábharata (siglo III a. C. aprox.), los míticos príncipes Pándavas echaron a la tribu naga ―liderados por el rey Taksaká (‘carpintero’)― del bosque de Khandavá (la zona de la actual Delhi) y de Kuruksetra (140 km al norte de Delhi). Entonces la tribu nagas viajaron al norte hasta Gandhara, donde vivieron en el pueblo de Taksashilá. Varias décadas después, Pariksit (personaje mítico, heredero de los hermanos Pándavas) terminó gobernando en Taksashilá. Pariksit fue asesinado por Taksaka. El hijo de Pariksit, Yanam Eyaiá realizó un genocidio de nagas para exterminarlos, hasta que fue persuadido por el joven sabio Astika.
Ahmad Hasan Dani y Saifur Rahman Dar opinan que Taksila proviene del nombre de una tribu llamada taksa o takka.
De acuerdo con Damodar Dharmanand Kosambi, Taksila está relacionado con Taksaká, que significa "carpintero", y es un nombre alternativo de la tribu naga.
- En el 518 a. C., Darío I el Grande, une el noroeste del subcontinente indio (Pakistán moderno), incluyendo Taksila, en el Imperio Aqueménida.
- En el 450 a. C., Heródoto hace una referencia a las influencias griegas en esa área, con el griego como segunda lengua. El área será bilingüe durante 1000 años.
- En el 326 a. C., Alejandro Magno recibe la sumisión de Āmbhi, rey de Taksila, y, después, derrota al rey Poros en el río Jhelum, en la batalla del Hidaspes.
- En el 317 a. C., en una salida rápida, se retiran de la India Eudamo (general de Alejandro Magno) y el sátrapa Peitón.
- En el 321-317 a. C. Chandragupta Mauria, fundador del Imperio mauria, se proclama señor del consejero de Chandragupta, fue profesor en Taksila.
- Durante el reinado de Aśoka (nieto de Chandragupta), Taksila se volvió en un gran centro de enseñanza budista. Entonces Taksila fue centro de una pequeña revuelta local, vencida solamente algunos años después de su ascenso.
- En el 185 a. C., el último emperador mauria, Brijadratha, es asesinado por su general, Púsiamitra Sunga, durante un desfile de sus tropas.
- En el 183 a. C., Demetrio I de Bactriana conquista Gandhara, el Panyab y el valle del Indo. Él construyó su nueva capital, Sirkap. Durante ese nuevo período de dominio grecobactriano, varias dinastías (como Antialcidas) gobernaron desde la ciudad como su capital.
- En el 90 a. C., el rey indoescita Maués derroca al último rey griego de Taksila.
- En el 25 d. C., Gondofares, fundador del reino indoparto, conquista Taksila y la hace su capital (esa fecha entra en conflicto con el año 46 propuesto por el profesor M. M. Ninan).
- En el 33-52, según una leyenda local,[cita requerida] Tomás el Apóstol es contratado como carpintero en un proyecto de construcción para Gondofares.
- En el 76 se realiza una conocida inscripción encontrada en Taksila: «Gran rey, rey de reyes, hijo de los devas, el Kushana» (majarash rayatiraya devaputra kushana).
- En el 460-470, los hunos blancos arrasan Gandhara y Panyab y destruyen sistemáticamente los monasterios budistas y estupas en Taksila (que nunca se recuperarán).

Antes de la conquista de esos reyes invasores en la India, Taksila fue una capital regional y nacional de muchas dinastías, y un verdadero centro de enseñanza védico, de budistas, de hindúes clásicos, y de una posible colonia griega que pudo haber durado siglos.
El arqueólogo inglés Sir John Marshall dirigió las excavaciones en Taksila durante veinte años.

## Taksila hoy
La actual Taksila es uno de los seis Tehsil del distrito de Rawalpindi. Taksila es una mezcla de ambientes urbanos y rurales, modernos y rústicos. Las áreas residenciales urbanas son ordenadas y limpias, pobladas por los trabajadores de las industrias, las instituciones educativas y sanitarias que están situadas en el área.
En unión a las ruinas de la civilización de Gandhara y de la cultura budista/hindú antigua, también son hallados en la región restos de jardines mogoles y vestigios de las construcciones del emperador Sher Shah Suri, en los siglos XV y XVI. También vale la pena visitar el Museo de Taksila, dedicado principalmente a los restos de la civilización de Gandhara.
Taksila tiene muchas instituciones educativas, incluyendo la Universidad de Ingeniería y Tecnología. Así mismo, es la sede de algunas instalaciones importantes del ejército pakistaní.
Tomás el Apóstol es todavía honrado en Taksila en un festival anual en el comienzo del mes de julio, celebrando el paso de sus huesos a través de Taksila en su camino a Edesa, participan miles de personas.